# سوروتشينسك
سوروتشينسك (بالروسية: Сорочинск) هي إحدى مدن روسيا في الكيان الفدرالي الروسي أورنبرغ أوبلاست.